# Uralbia gracilipes
Uralbia gracilipes är en kvalsterart som beskrevs av Cook 1983. Uralbia gracilipes ingår i släktet Uralbia och familjen Aturidae. Inga underarter finns listade i Catalogue of Life.